# Discestra subalbida
Discestra subalbida är en fjärilsart som beskrevs av Barnes och Benjamin 1924. Discestra subalbida ingår i släktet Discestra och familjen nattflyn. Inga underarter finns listade i Catalogue of Life.